# Cây cỏ Gấu

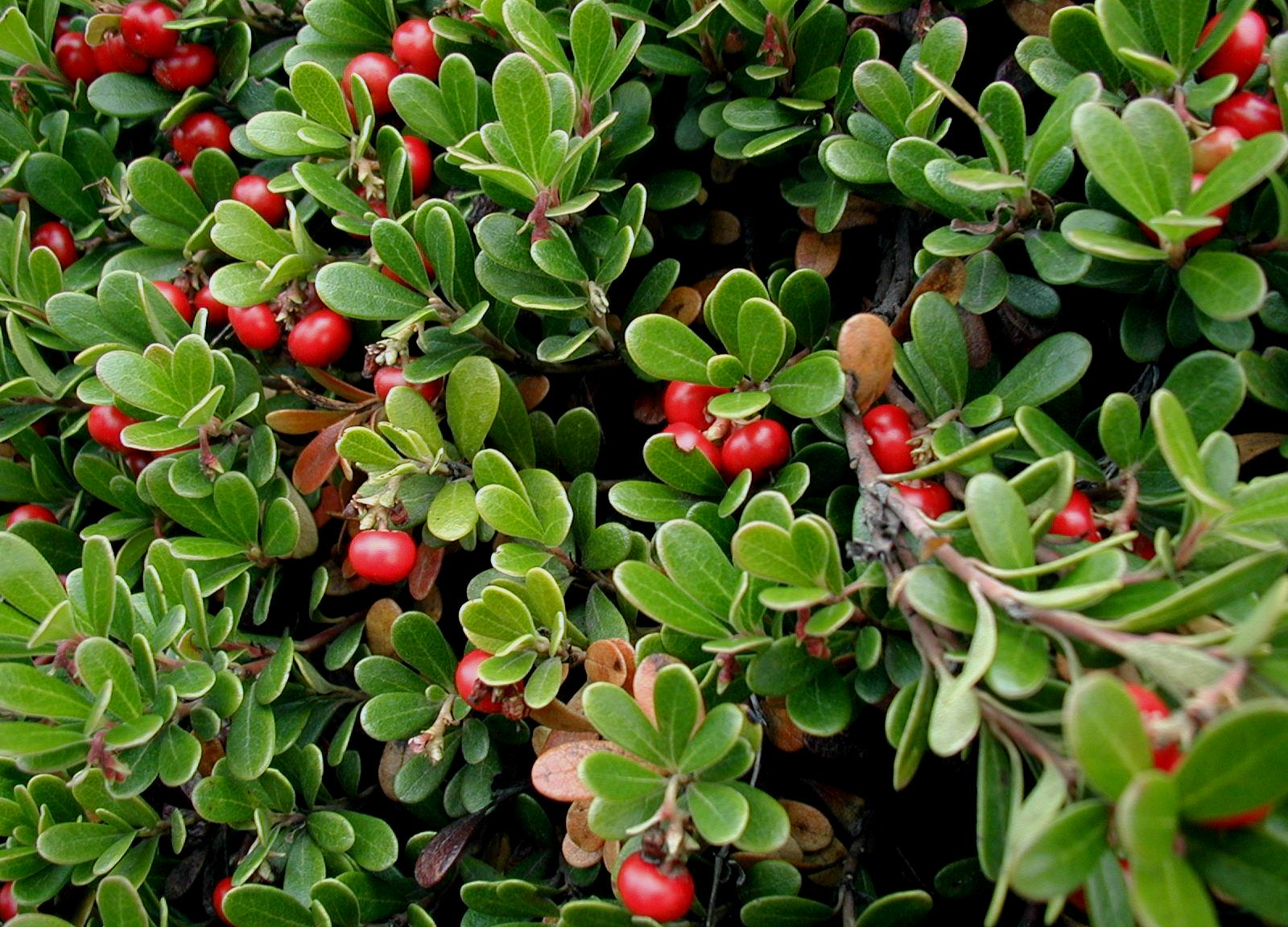
Arctostaphylos uva-ursi

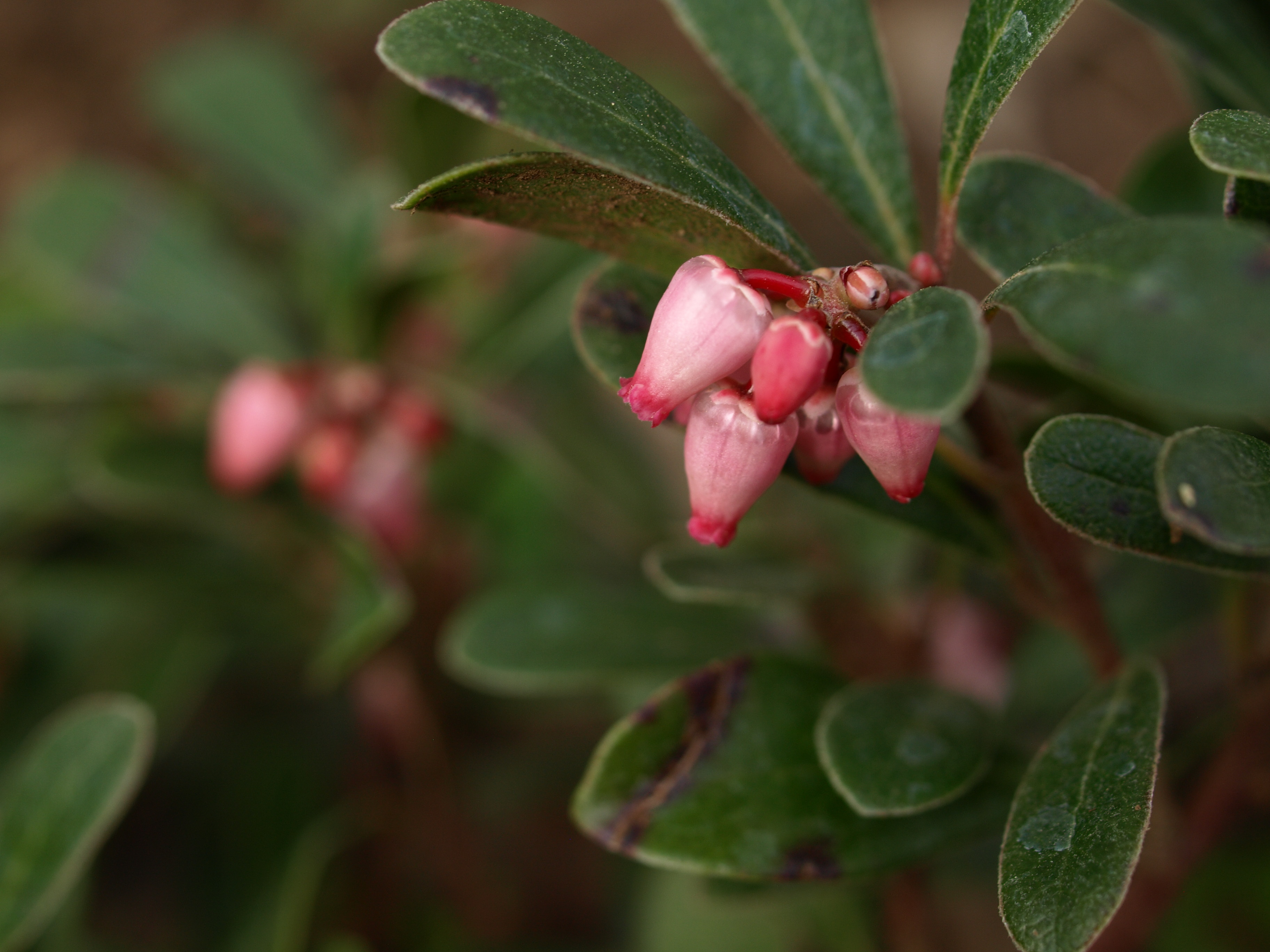
Arcostaphylos uva-ursi flowers

Cây quả Gấu là một nhóm ba loài cây bụi lùn thuộc chi Arctostaphylos. Không như các loài cùng chi (xem Manzanita để hiểu hơn),chúng thích nghi với khí hậu vùng cực và vùng cận cực. Do đó, người ta thường thấy chúng ở phía bắc Bắc Mĩ, châu Á và châu Âu.

## Loài
Người ta gọi chúng bằng cái tên cây quả Gấu là sỡ dĩ quả của chúng là thức ăn khoái khẩu của gấu, hơn nữa, con người cũng có thể ăn được loại quả này. Bên cạnh đó, các y sĩ còn dùng lá của cây này để làm thuốc.
Có ba loài:
Cây quả Gấu núi cao: Arctostaphylos alpina là tên khoa học, loài cây này là dạng cây bụi bỏ, cao từ 10 đến 30 cm. Mùa đông thì lá không xanh nhưng cuống lá có thể tồn tại dù lá đã chết nhiều năm. Quả thì có màu sắc từ tím đậm đến đen. Chúng phân bố ở Scotland (dọc theo phía đông Scandinavia), Nga, Alaska, Canada, Greenland, dãy Pyrénées, dãy Anpơ, dãy núi Altai, từ Bắc Mĩ đến phía tây British Columbia, bang Maine và New Hampshire ở phía đông Hoa Kỳ.
Cây quả gấu đỏ: Arctostaphylos rubra là tên khoa học, loài cây này cũng như loài trên. Nhưng lá rụng sớm, lá rụng vào mùa thu và để lại cuống lá. Quả màu đỏ và loài này phân bố ở những ngọn núi của Tứ Xuyên, tây nam Trung Quốc, phía đông Siberia, Alaska, phía bắc Canada và Quebec.
Cây quả gấu: Tên khoa học là Arctostaphylos uva-ursi.

## Sử dụng
Loài cây này có ý nghĩa sinh học lớn do có chứa nhiều hóa  thực vật như: axit ursolic, axit tannic, axit gallic, tinh dầu, nhựa cây, các hydroquinone (chủ yếu là arbutin, chiếm 17%), tanin (chiếm 15%), glycoside và flavonoid.
Quả của chúng chín vào cuối năm và ăn sống được.

### Y học cổ truyền
Người ta hái lá của chúng vào mùa hè và phơi khô để làm trà, cao, túi trà thuốc và thuốc viên. Dù tương đối an toàn, nhưng nếu dùng với liều lượng lớn sẽ gây buồn nôn, nôn mửa, sốt, ớn lạnh, đau lưng và ù tai. Thận trong khi dùng cho phụ nữ mang thai và đang cho con bú cũng như người bị bệnh thận.
Dược tính và độ an toàn của chúng cho con người vẫn chưa chứng minh được vì không có thử nghiệm lâm sàng.